# Runenstein der Årdal kirke
Der kleine Runenstein der Årdal kirke (Samnordisk runtextdatabas N 187) steht auf dem Friedhof der Kirche von Årdal in der Kommune Bygland im Fylke Agder in Norwegen.
Der Runenstein in Form einer quaderartigen Platte wurde 1881 in der Nähe der alten Kirche gefunden und später auf dem Friedhof der neuen, wenige Meter von der Friedhofsmauer aufgestellt.
Es ist 1,05 Meter hoch, etwa 60 cm breit und 10 cm dick. Die Runeninschrift wurde im Laufe der Jahre abgetragen und ist heute kaum noch zu lesen. Der erkennbare Rest lautet: ...„möge Gott seiner Seele helfen“. Es wird angenommen, dass der Stein von 1050 bis 1100 n. Chr. stammt.
Die Bezeichnung Runensteine der Årdal kirke tragen auch die Runensteine N 344 bis N 346 in Årdal, im Fylke Vestland und der Runenstein N 253 in Årdal i Ryfylke im Fylke Rogaland.
In der Nähe steht der Runenstein von Galteland.